# Богородице-Табынский монастырь
Богородице-Табынский женский монастырь — православный монастырь в cеле Курорта в 6 километрах от села Красноусольский Гафурийского района республики Башкортостан.
Проезд от южного автовокзала Уфы автобусом до села Курорта.

## Основание и развитие
Богородице-Табынский монастырь первоначально был мужским монастырём, который был основан в селе Курорта Гафурийского района РБ в XVII веке на месте явления «Табынской» (Казанской) иконы Божией Матери. Монастырь в XVII же веке был сожжён и к 1998 году восстановлен и вновь открыт.
Место явления иконы Божией Матери Табынской на реке Усолке в селе Курорта было очень почитаемо. 7 ноября 1992 года рядом с монастырем над местом явления иконы Божией Матери Табынской был заложен храм, также принадлежащий монастырю. Ранее построенная на этом месте часовня была взорвана в 1972 году. К 1997 году храм был построен, в 2003 году освящен в Никоном, архиепископом Уфимским и Стерлитамакским.
Монастырь находится около святых источников, рядом с курортом Красноусольский с грязелечением.
В церкви иконы Божией Матери Табынской имеются два списка с чудотворного образа Табынской иконы Божией Матери.

## Святыни монастыря
Икона преподобного Моисея, архимандрита Уфимского с частицей мощей и деревянный крест с частицей святой земли с места, где уничтожали тела святых царственных страстотерпцев (Ганина Яма).

## Престольный праздник
9-я пятница по Пасхе — праздник Табынской иконы Божией Матери. Во время праздника в храме ночью совершаются три Божественных литургии и одна утром, которую возглавляет архиерей Уфимской епархии владыка Никон. Крестные ходы к этому празднику идут с городов: Уфы, Оренбурга, Стерлитамака, Салавата, Ишимбая, Красноусольска и других, а также из села Табынского.

## Подворья
Монастырь имеет подворье в г. Стерлитамаке. 453124, г. Стерлитамак, ул. Халтурина, 119, Татианинский храм.
Скит: 453079, Гафурийский район, д. Пчелосовхоз, храм в честь Царственных Страстотерпцев,

## Духовенство
Настоятельница — игумения Иоанна (Смолкина).